# 神園さやか
神園 さやか（かみぞの さやか、1986年7月28日 - ）は、日本の歌手、シンガーソングライター。本名は神薗 清華（読みは同じ）。
広島県安芸郡府中町出身。血液型A型。身長153cm。広島大学附属東雲中学校卒業後、広島市立基町高等学校を経て、日出高等学校（通信制）卒業。所属事務所はOffice SYK。

## 略歴
- 2002年4月6日、「日本クラウン創立40周年記念新人オーディション」にて応募総数約3,000人の中からグランプリを受賞[1]。
- 2003年8月21日、シングル「初めてのひと」でデビュー。現役女子高校生演歌歌手としても話題を集めた。同年の『第45回日本レコード大賞』にて新人賞を受賞。
- 2005年、第29回「ひろしまフラワーフェスティバル」のフラワー歌手に選ばれる（最後のフラワー歌手）。
- 2006年7月5日発売の『初恋』より歌謡曲路線にシフト。本人も「演歌歌手ではない」と公言。
- 2007年、ゴールデンミュージックプロモーションからエムシープロジェクトへ所属事務所を変更。
- 2012年11月1日、前所属事務所より独立。
- 2013年3月、ガールズユニット「姫リアンズ」に加入。
- 2013年11月24日、デビュー10周年記念ディナーショーをホテルグランヴィア広島で開催
- 2015年4月、ボートレース平和島応援大使に就任[2]。
- 2016年 NY在住のグラミー賞アーティストである「ランディ・ブレッカー」を始めとしたメンバーを迎え初のJazzアルバムをリリース。
- 2020年、3曲入りミニアルバム『again』を発売し、以後邦楽のシンガーソングライターに転向し、自ら「第2章」と位置付けて再スタートした[1]。
- 2020年3月にSpotify O-West(渋谷)にて「Yell For All Fes!!」を主催。多数のメジャーアーティストが出演した「無観客配信ライブ」をいち早く実施したイベントとして注目を集めた。
- 2021年12月に『Vogue』をリリース。日本の若手トップミュージシャンが多数参加した。
- 2022年9月より全国9都市にて初めての全国ツアーを敢行。
- 2023年8月に duo MUSIC EXCHANGE にて20周年記念ライブを開催し、初のオリジナルのみが収録されるアルバムの制作を発表した。
- 2024年7月31日 自身初フルオリジナルアルバム「You're the One」発表

## 人物
- 発声が安定しているため音程を正確に歌うことができ、演歌からポップスまで幅広く歌いこなしている。また、身長153cmと小柄ながら声量もある。アルバム『二十歳の原点』では「テネシーワルツ」で、その声量を発揮している。
- えくぼがあり、デビュー時より「エクボ輝く さわやか さやか」のキャッチコピーがつけられている。
- 衣装が話題になることが多く、現役高校生のときは学生服風（実際の制服ではない）の衣装で登場した。『おじいちゃん』ではゴシック・アンド・ロリータ風の衣装を披露。演歌と衣装のミスマッチが、「ゴスロリ演歌歌手」と呼ばれた。(※このプロモーションは本人の意向ではなく現在では「黒歴史」と語られている)
- 「足摺岬観光親善大使」「津和野町観光親善大使」「山代温泉観光親善大使」「海洋環境大使」を歴任。
- デビューする以前、広島のローカルアイドルグループ「サンフラワー」に在籍していた経歴を持つ。
- 多くのジャンルを経験し、どのジャンルにおいても一定の実績を残している。そのため、歌唱できるジャンルや楽曲の幅は国内の他のアーティストの追随を許さず、且つクオリティにおいても一流である。
- コロナ禍の期間を経て活動が活発化。ライブ活動やオンラインの発信においても、非常に積極的な活動を行なっており本人がライブMCで語るには「最近は常に"今が一番いい”」という実感もあるとのこと。

## ディスコグラフィ

### シングル
| #            | 発売日          | 曲順         | タイトル                     | 作詞              | 作曲         | 編曲         | 規格品番     |
| 日本クラウン | 日本クラウン    | 日本クラウン | 日本クラウン                 | 日本クラウン      | 日本クラウン | 日本クラウン | 日本クラウン |
| ------------ | --------------- | ------------ | ---------------------------- | ----------------- | ------------ | ------------ | ------------ |
| 1            | 2003年 8月21日  | 01           | 初めてのひと                 | 徳久広司          | 徳久広司     | 前田俊明     | CRCN-1105    |
| 1            | 2003年 8月21日  | 02           | かげろう坂                   | 丹古晴己          | 徳久広司     | 前田俊明     | CRCN-1105    |
| 2            | 2004年 4月21日  | 01           | さすらい鴎                   | 松井由利夫        | 市川昭介     | 池多孝春     | CRCN-1133    |
| 2            | 2004年 4月21日  | 02           | ソーラン恋唄                 | 木下龍太郎        | 市川昭介     | 池多孝春     | CRCN-1133    |
| 3            | 2004年 10月21日 | 01           | 哀愁航路                     | たきのえいじ      | 遠藤実       | 佐伯亮       | CRCN-1161    |
| 3            | 2004年 10月21日 | 02           | おもいで岬                   | 下地亜記子        | 遠藤実       | 佐伯亮       | CRCN-1161    |
| 4            | 2005年 4月1日   | 01           | あしずり岬                   | 丹古晴己          | 市川昭介     | 前田俊明     | CRCN-1183    |
| 4            | 2005年 4月1日   | 02           | 下北半島                     | 丹古晴己          | 市川昭介     | 前田俊明     | CRCN-1183    |
| 5            | 2005年 9月14日  | 01           | おじいちゃん                 | 新田弘志 緑歌の会 | 新田弘志     | 前田俊明     | CRCN-1214    |
| 5            | 2005年 9月14日  | 02           | Remember〜スタジアムへの道〜 | Asami             | Asami        | Asami        | CRCN-1214    |
| 6            | 2006年 7月5日   | 01           | 初恋                         | 純花              | 浜圭介       | 京田誠一     | CRCN-1261    |
| 6            | 2006年 7月5日   | 02           | 風の思い出                   | 丹古晴己          | 浜圭介       | 京田誠一     | CRCN-1261    |
| 7            | 2008年 4月9日   | 01           | 約束                         | 丹古晴己          | 花岡優平     | 矢野立美     | CRCN-1351    |
| 7            | 2008年 4月9日   | 02           | 想い出はたからもの           | 丹古晴己          | 田尾将実     | 比嘉香       | CRCN-1351    |
| 8            | 2009年 9月2日   | 01           | 淡雪なみだ                   | 田久保真見        | 田尾将実     | 竜崎孝路     | CRCN-1432    |
| 8            | 2009年 9月2日   | 02           | ひこうき雲                   | 田久保真見        | 田尾将実     | 竜崎孝路     | CRCN-1432    |
| 9            | 2010年 8月4日   | 01           | 道〜ふるさとから遠く離れて〜 | 及川眠子          | 多々納好夫   | 佐孝康夫     | CRCN-1489    |
| 9            | 2010年 8月4日   | 02           | 悲しみのほとりで             | 及川眠子          | 多々納好夫   | 佐孝康夫     | CRCN-1489    |
| MW RECORDS   |                 |              |                              |                   |              |              |              |
| 10           | 2018年 4月18日  | 01           | 君に。                       | 神園さやか        | NINO         | NINO         | DLCR-18041   |
| 10           | 2018年 4月18日  | 02           | 雫                           | 神園さやか        | 塩見貴規     | 秋田慎治     | DLCR-18041   |
|              |                 |              |                              |                   |              |              |              |
| 11           | 2021年 12月8日  | 01           | Vogue                        | 神園さやか        | 神園さやか   | NINO         |              |
|              | 2021年 12月8日  | 02           | 写真                         | 神園さやか        | 神園さやか   | NINO         |              |

### 企画ミニアルバム
ひろしまフラワーフェスティバル公式ソング
- フラワーフェスティバル

1. 花ぐるま☆21
2. 青春は輝いて
3. フラワーフェスティバル
4. 花の想い
5. 花ぐるま

監修：ひろしまフラワーフェスティバル企画実施本部

### レコード
- 花ぐるま☆21/青春は輝いて（2011年4月29日発売 Smile Melody Records）

### タイアップ曲
| 年     | 楽曲                         | タイアップ                     |
| ------ | ---------------------------- | ------------------------------ |
| 2005年 | Remember〜スタジアムへの道〜 | サンフレッチェ広島・応援ソング |

### DVD
- 『サブちゃんと歌仲間 2000~2003年編』（2006年11月22日発売 日本クラウン）
- 『クラウンDVDカラオケスペシャル　女性カラオケ編』（2003年10月22日発売 日本クラウン）
『初めてのひと』収録
- 『クラウンDVDカラオケヒット４』（2004年4月21日発売 日本クラウン）
『さすらい鴎』収録
- 『クラウンDVDカラオケヒット４』（2004年10月21日発売 日本クラウン）
『哀愁航路』収録
- 『これが唄いたい！演歌オリジナルDVD』（2005年4月27日発売 日本クラウン）
『あしずり岬』収録
- 『これが唄いたい！演歌オリジナルDVD』（2005年10月5日発売 日本クラウン）
『おじいちゃん』収録
- 『これが唄いたい！演歌オリジナルDVD』（2006年7月5日発売 日本クラウン）
『初恋』収録
- 『これが唄いたい！演歌オリジナルDVD』（2008年4月9日発売 日本クラウン）
『約束』収録
- 『クラウンDVDカラオケ　音多名人!!オムニバス』（2009年10月7日発売 日本クラウン）
『淡雪なみだ』収録

### 未発売曲
- 地図にない道（作詞：神園さやか/作曲：一色進）
- ナツコイ（作詞：神園さやか/作曲：）

　※いずれもJASRACへの届出なし

## 出演

### ラジオ
- 夢スタサタデー・神園さやかの音楽室（84.5ＭＨｚまえばしCITYエフエム）
- HIT STUDIO60'S（78.9Mz　かつしかFM）　放送終了
- 神園さやかのPrivateデジオ（SKY PerfecTV!　スターデジオ Ch.400総合放送）2008年終了
- 神園さやかの輝け☆エクボ!（中国放送/ラジオ日本）2006年終了
- お元気ですか!北島三郎です（ラジオ日本　ほか）
- ミュージックデリバリーDX　（レインボータウンFM/FM TARO）（月1回第4土曜のみ）2013年9月出演終了
- イレブンミュージック　（レインボータウンFM）2013年10月～11月

### 映画
- 6∵（Microsoft　Windows Live Messengerサイト内「ゴールデンメッセ劇場」）・ヒトミ役

### テレビ
- 水戸黄門（TBS）
  - 第33部 最終回スペシャル「大対決!八百八町は日本晴れ -江戸-」（2004年9月20日放送）・こみち役
  - 第43部 第14話「母ちゃん探して伊勢参り -伊勢-」（2011年10月24日放送）・お種役
- 知るを楽しむ「日本語なるほど塾」（NHK教育・2005年6月放送）
「おじいちゃん」「Remember〜スタジアムへの道〜」はこの番組の企画で誕生。前者では「黒いゴスロリ衣装での21世紀型演歌」というものを初披露し話題となった。歌詞の内容も、少子化による一人だけの孫に祖父が携帯電話のメールを初めてくれて嬉しいというような世相を織り込んだ内容となっている。後者は「21世紀の街の歌」で広島を舞台としたJ-POP。
- サブちゃんと歌仲間（テレビ東京系・2005年5月2日〜2010年11月27日）
- 歌の楽園（テレビ東京系・2010年4月4日 - 2011年3月27日放送）
- スパモク!! 「歌まねNo.1決定戦 激突!ものまねウォーズ 甦る青春の名曲35連発」（TBS系・2012年5月3日放送）
- 爆笑そっくりものまね紅白歌合戦スペシャル（フジテレビ系・2017年6月2日放送）
- THEカラオケ★バトル （テレビ東京・2015年4月8日、2016年6月24日）
- モノマネでもいいから聴きたい!昭和・平成の名曲ベスト55!! （テレビ東京・2019年5月2日）
- そのとき、歌は流れた（BS日テレ・#19　2024年7月17日、#20 8月14日、#22 9月11日、#23 9月18日、#24 10月16日、#26 11月20日、#27 12月11日、#29 2025年1月15日、#30 2月12日、#32 3月12日、#34 4月9日、#35 4月16日、#36 5月14日、#37 5月21日、#38 6月11日、#39 6月18日、#40 7月9日、#41 7月16日、#44 8月20日）

### CM
- 日本医科学総合学院 （放映終了）
- イーグルバス（川越小江戸巡りバス　テレ玉で放映）

### 書籍・雑誌
- 「ゴチしま〜す」『歌の手帖』（マガジンランド） 2007年終了
- 「ひみつの神園」『月刊カラオケONGAKU』（ブティック社）
- 「神園さやかのみ〜つけた」『月刊TORA』（アール・シー日音）
- 「歌謡サスペンス劇場　神園さやかは見た!」『歌謡アリーナ』（アニス）

### ゲーム
- 真・爆走デコトラ伝説 〜天下統一頂上決戦〜
ゲームオリジナル曲『花恋唄』『心変わり』『旨酒』を歌唱。同作品のサウンドトラック『真・爆走デコトラ伝説オリジナルサウンドトラック』（サイトロン・デジタルコンテンツ）に収録されている。

## ライブ活動

### ライブハウスでの活動
- 東京の国分寺や水道橋、埼玉の川口、神戸や広島など全国に足を伸ばして公演を行なっている。最近はギターの弾き語りも披露するようになった。頻繁に起用されるバンドメンバーに「ボイスパーカッション」の演奏者がいるのも特徴。

### 配信ライブ
- オンラインでの配信ライブを「ツイキャス」「TikTok」などを利用し定期的に行なっている。

### 駅前ライブ
- 2007年春より2012年まで、CDショップ店頭、ショッピングモール等のイベントスペースなどを舞台に“駅前ライブ”と称するライブ活動を行っていた。主な拠点は、東京・東銀座駅前（三原橋）、東京・錦糸町駅前、広島・横川駅前、大阪・寝屋川市駅前だった。

### 乗り物ライブ
- 2008年夏より2010年まで、“乗り物ライブ”と称して鉄軌道・バスの貸切車両で行うライブを行ったことがある。
- 2008年10月の広島電鉄市内線での乗り物ライブでは、被爆電車として知られる650形653号車が運用された。
- 2021年には渋谷の都心を走る「バス」でのライブ(ライブバスというサービス)を実施。バスの中に設営されたステージでの歌唱を乗車して楽しむことができた他、外にも音声がリアルタイムに流れていたため停車するバスをスマートフォンを構えた群衆が囲むシーンも見かけられた。

### 祭り・イベント等
- ひろしまフラワーフェスティバルはデビューのきっかけであり、2004年にゲストとして初ステージを踏んだ。2005年には第29代のフラワー歌手になり、その後も毎年ステージに立っている。
- その他各地の祭りやイベント等のステージでライブを行っている。

### その他
- 公営レース場や温泉施設などの「歌謡ショー」にも出演することがある。
- 2007、2008年には東京湾納涼船のミニライブに定期的に出演した。
- デイケアサービスや芸術鑑賞としての学校公演なども行なっている。